# Radikálové reakce arenů
Ačkoliv jsou pro areny typické elektrofilní substituce, známe i radikálové reakce arenů. Je pozoruhodné, že reakce radikálů s areny vedou přednostně k substituci.
R· + ArH → ArR + H· ; 2 H· → H2
Mnohem důležitější je katalyzovaná hydrogenace benzenu a naftalenu.

Radikálovou reakcí je také fotochemická adice chloru a benzenu.